# Marie-Gey-Brunnen

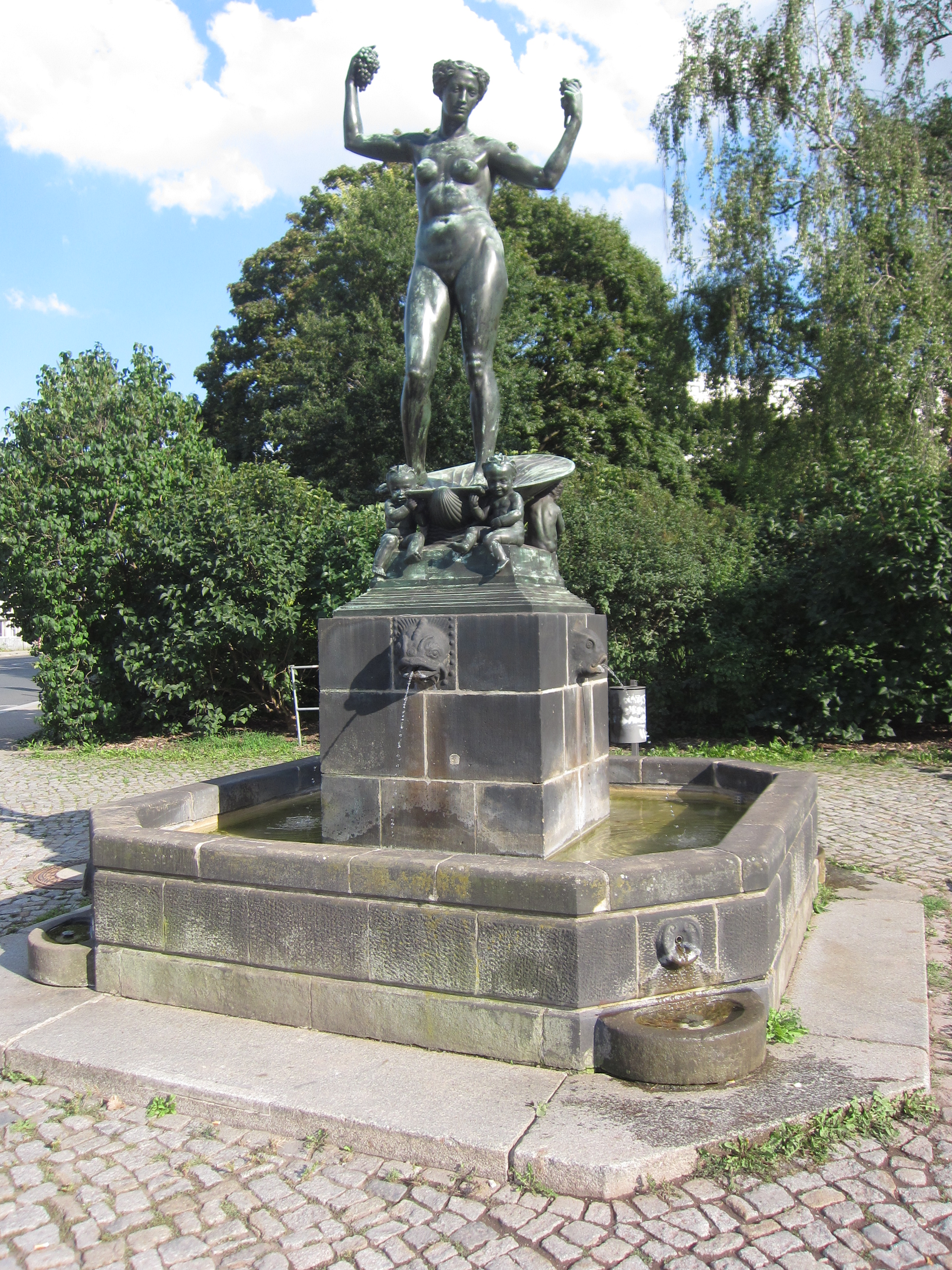
Marie-Gey-Brunnen

Der Marie-Gey-Brunnen (auch Marienbrunnen genannt) ist ein Brunnen am Friedrich-List-Platz im Dresdner Stadtteil Südvorstadt. Er steht unter Denkmalschutz.

## Geschichte

Historische Ansicht

Den Auftrag zur Fertigung des Brunnens erteilte der Leipziger Arzt Paul Heinze, Ehemann der Malerin Marie Gey-Heinze, geb. Gey im Andenken an seine Frau. Gey war 1908, nur 26-jährig, in Oetzsch südlich von Leipzig zu Tode gekommen. Der Grund ist nicht sicher belegt. Entweder starb sie durch einen Pistolenschuss, bei einem Reitunfall oder durch Suizid. Heinze stiftete 15.000 Mark für den Brunnen.
Der Brunnen wurde zwischen 1908 und 1910 vom Dresdner Bildhauer Georg Wrba geschaffen. Den Bronzeguss übernahm die Firma Adalbert Milder & Co. Dresden. Im Jahr 1911 erfolgte die Einweihung. 1945 wurde die Figur beim Baumfällen umgeworfen und geborgen. Seit September 1952 steht der Brunnen wieder am alten Platz. Ende der 1980er Jahre erfolgte eine Restaurierung. Eine weitere Sanierung fand 2001 statt. Für 84.000 Mark wurde innerhalb von drei Monaten das Becken abgedichtet und Natursteinarbeiten durchgeführt. Außerdem wurde eine moderne Wasserumwälzanlage installiert, wodurch der Brunnen erstmals nicht mehr durch Trinkwasser versorgt werden musste. Die Bronzefigur wurde von Schmutz befreit und restauriert.
Der Marie-Gey-Brunnen wurde im Wrba Werkverzeichnis von Günter Kloss unter der Nummer 121 verzeichnet.
Am 17. August 2017 verhüllte das Künstler-Duo Angela Hampel und Steffen Fischer den Brunnen mit einem Schleier. Damit wollten die Künstler zu einem Überdenken der verschiedenen Positionen in der Willkommens- und Anerkennungskultur anregen.

## Aussehen
Der Standort für den Brunnen wurde vom Stifter gewählt, da Marie Gey-Heinze an der dieser Stelle immer Droschkenpferde und Tauben gefüttert haben soll. Modell für die Bronzefigur stand die Frau des Dresdner Malers Otto Westphal, Margarete Westphal (anderen Quellen zufolge war das Modell die Waschfrau von Georg Wrba).
In der Mitte des achteckigen Brunnenbeckens steht ein quadratischer Sandsteinaufbau. Darauf befindet sich ein kleiner Bronzesockel. Auf diesem stützen vier Putten eine muschelförmige Schale. In der Schale steht eine nackte Aphrodite-Figur aus Bronze, die griechische Göttin der Liebe, der Schönheit und der sinnlichen Begierde (im Volksmund „Muschelminna“ genannt). Sie hält Weintrauben in den Händen als Attribute der Fruchtbarkeit. Die Putten stehen für die vier ständigen Begleiter der Aphrodite: die drei Chariten und Eros. Der gesamte Brunnen hat eine Höhe von 3,70 Metern. Der Sandsteinsockel hat die Maße von 1,39 Metern × 1,06 Metern × 1,06 Metern.
Auf der Rückseite ist unter der Schale ein Medaillon mit dem Bildnis der Malerin angebracht. Als Vorlage hierfür dienten neben Fotos eine Radierung ihres Lehrers Otto Fischer.
Vier Fischköpfe am Mittelpfeiler speien Wasser in das große Becken. An dessen Ecken sind vier Hundetränken angebracht. Am Rand unter einer Putte ist der Name des Bildhauers, GEORG WRBA, sichtbar.

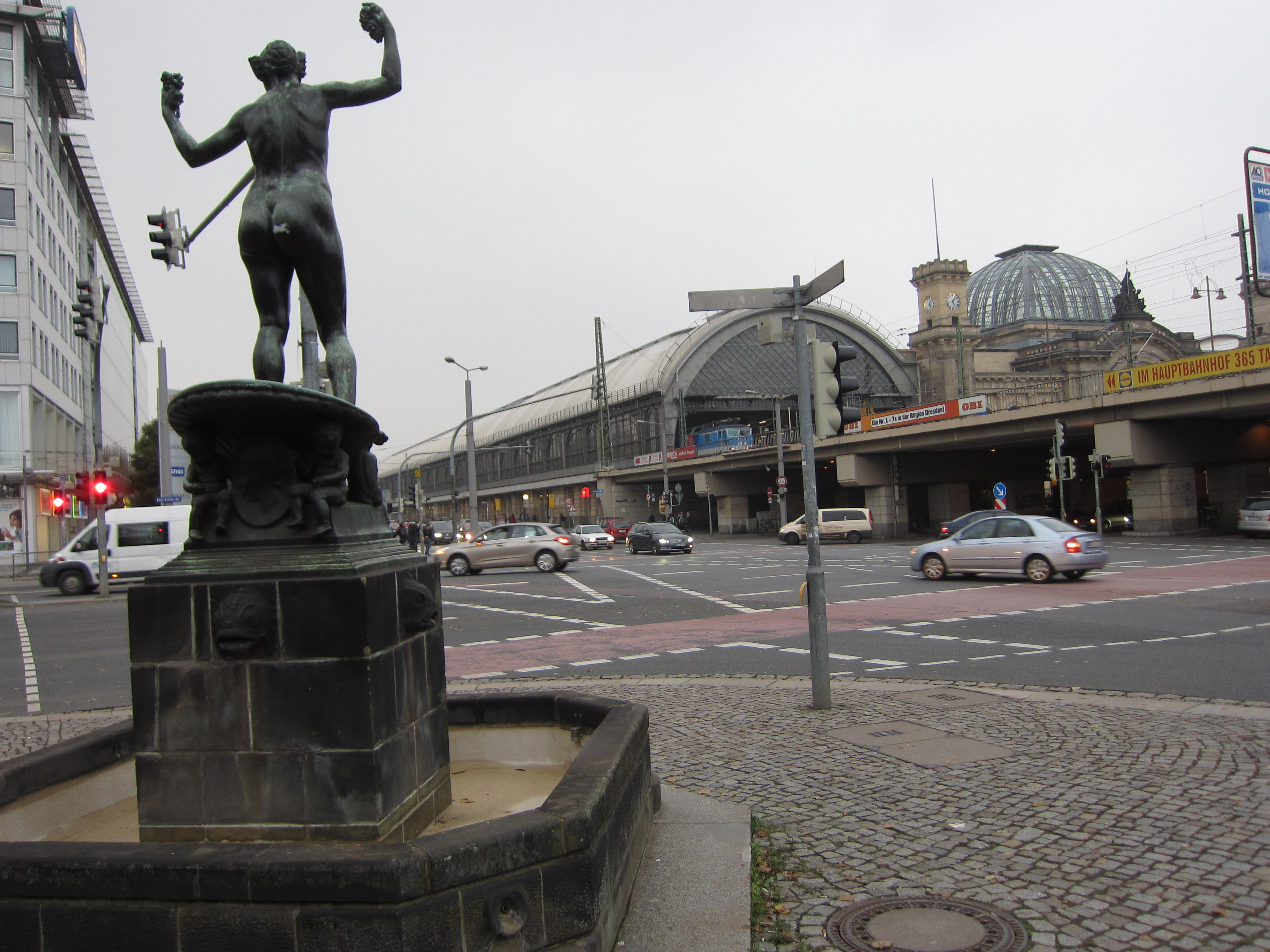
Standort des Brunnens hinter dem Hauptbahnhof
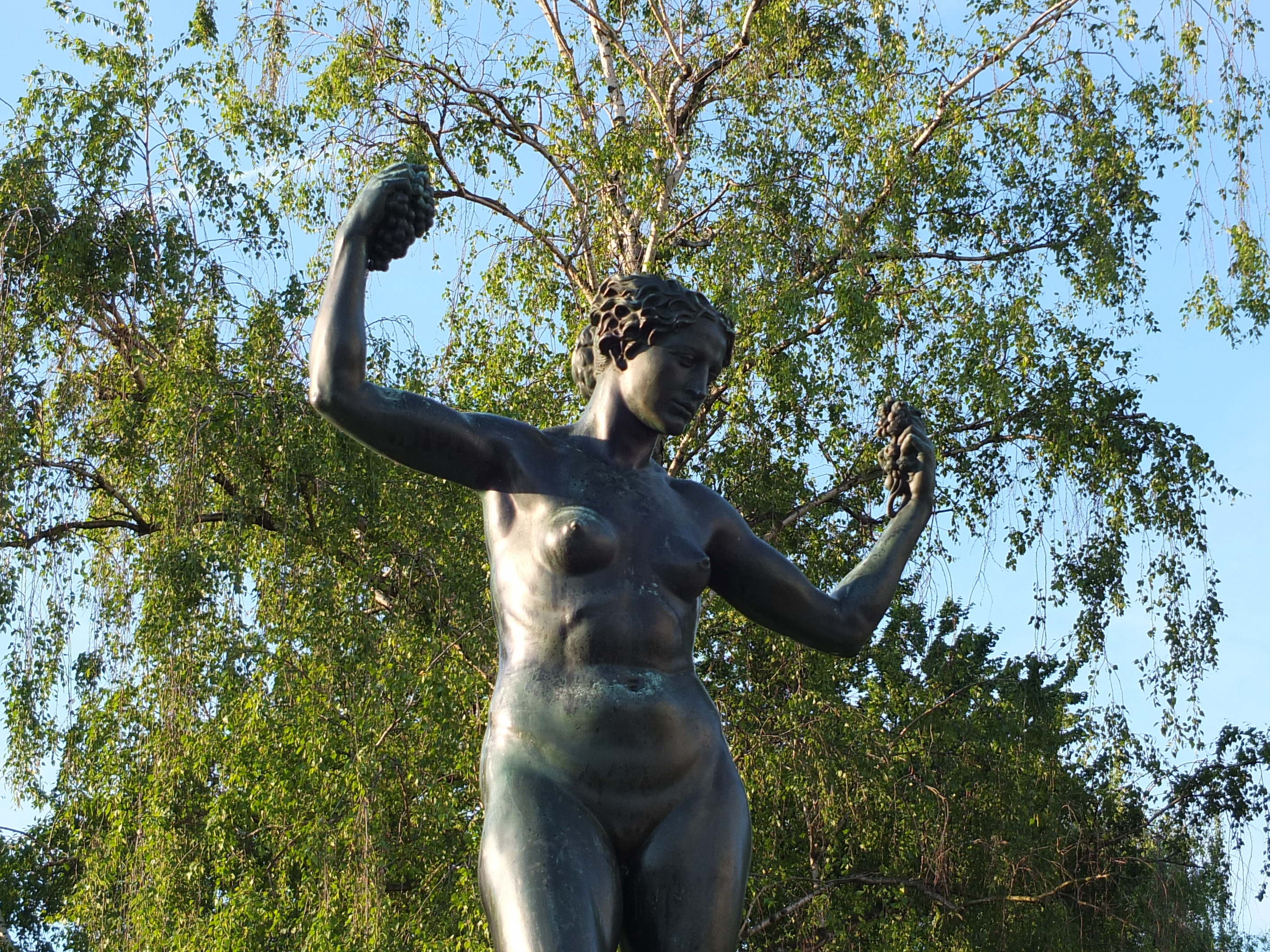
Obere Partie
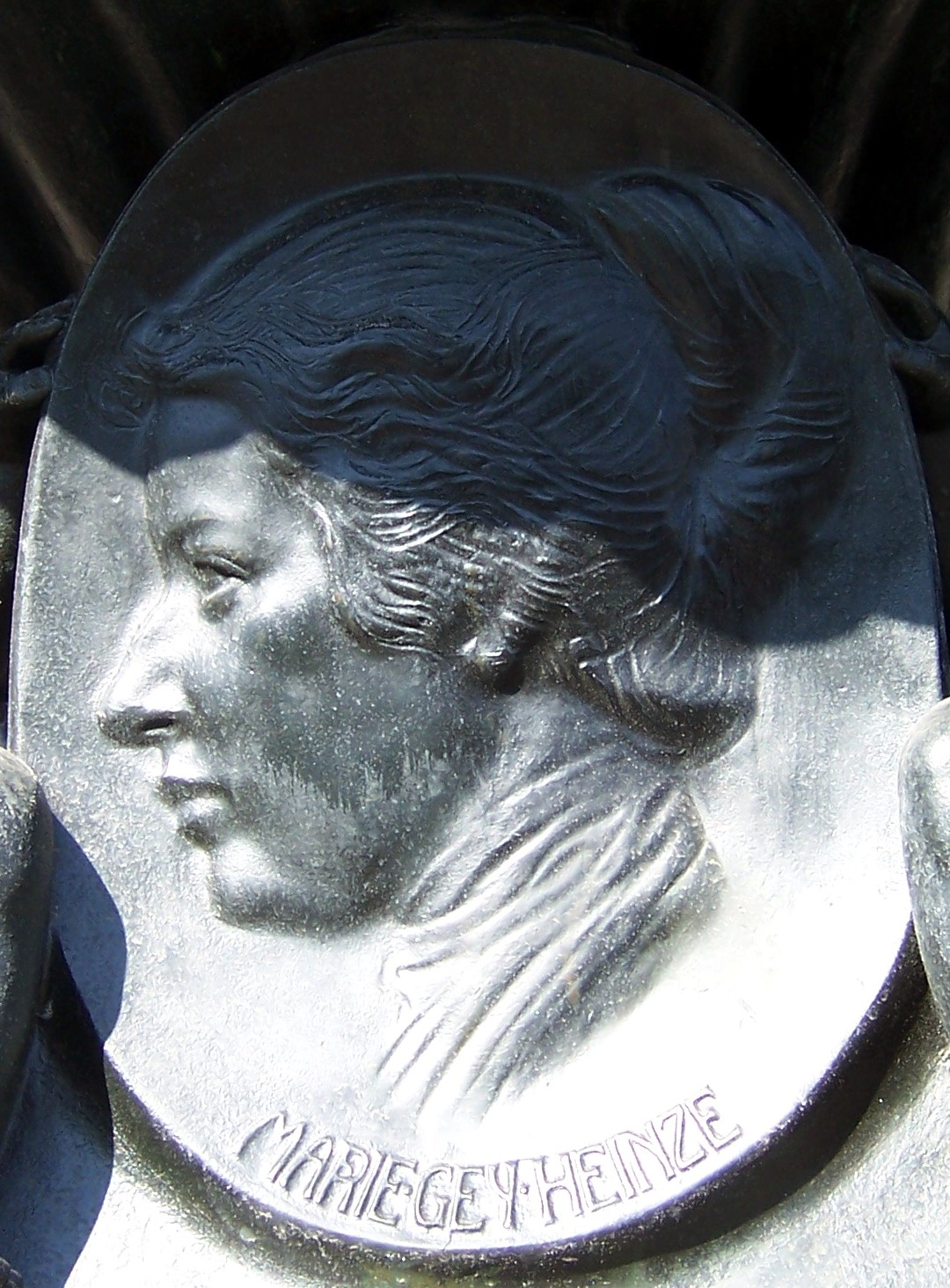
Medaillon
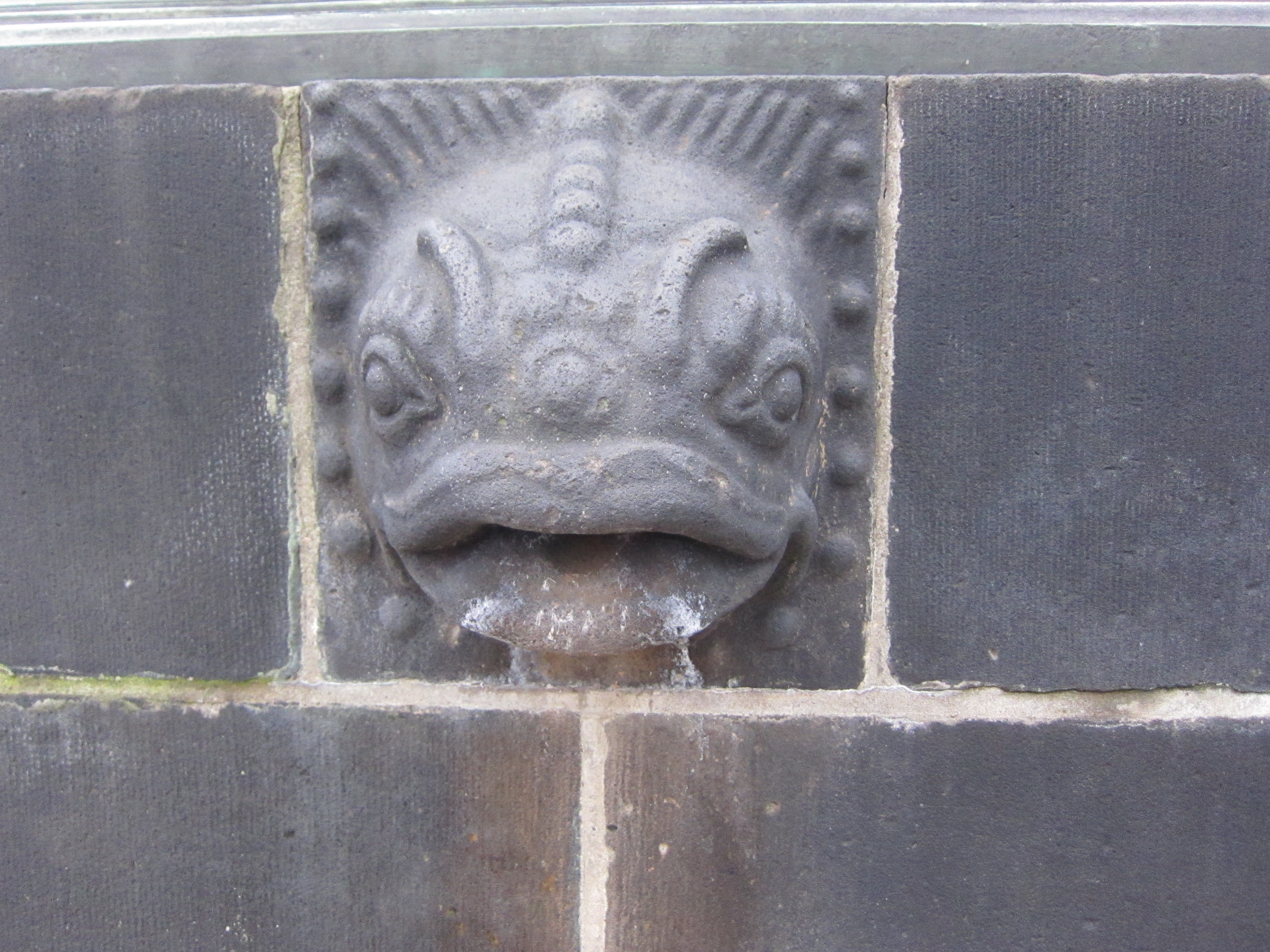
Wasserspeier
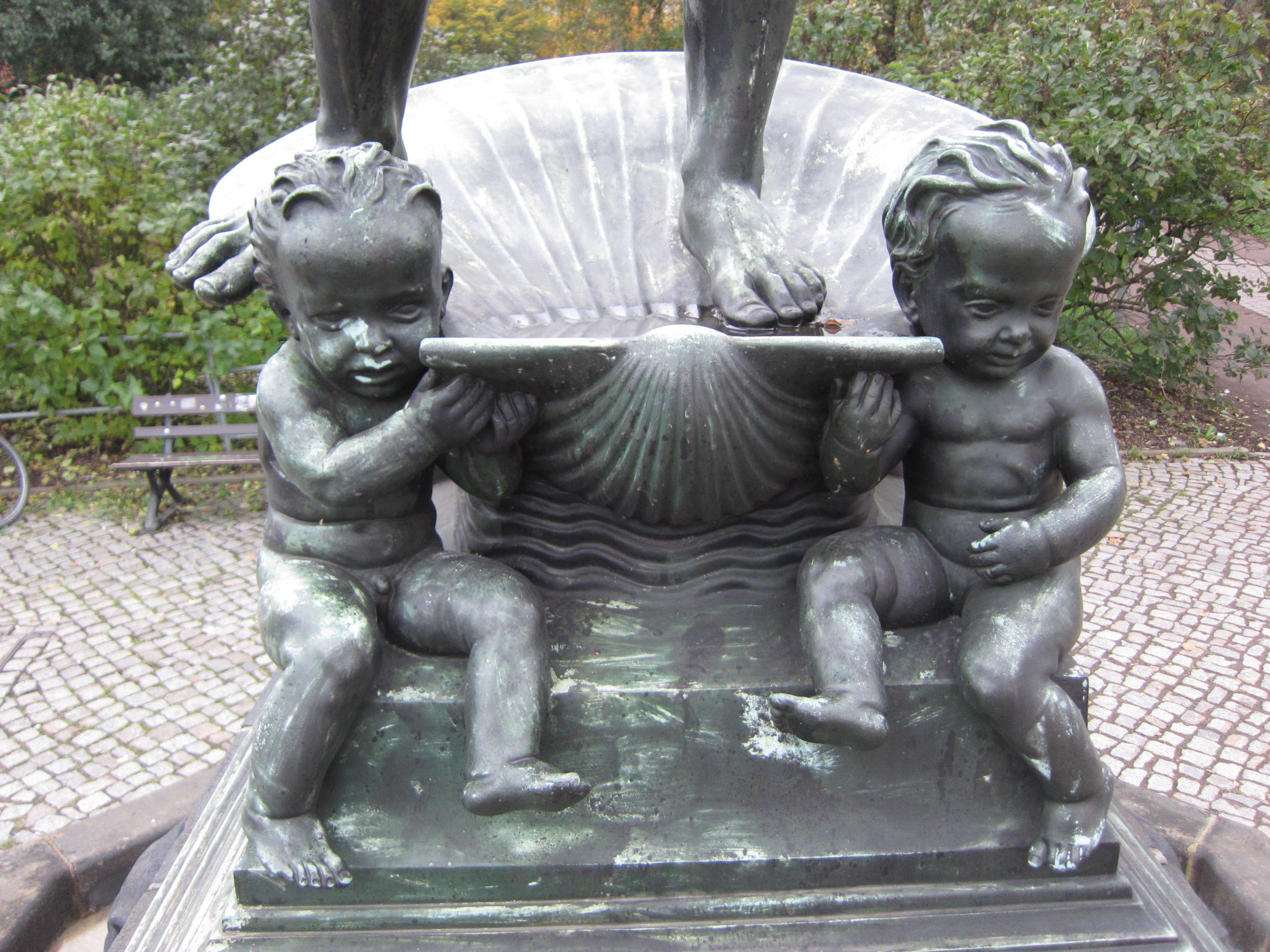
Muschel und Putten